# 포스포다이에스터레이스

cGMP의 구조

cAMP의 구조

포스포다이에스터레이스(영어: phosphodiesterase, PDE)는 포스포다이에스터 결합을 분해하는 반응을 촉매하는 효소이다. 포스포다이에스터가수분해효소라고도 한다. 일반적으로 포스포다이에스터레이스는 고리형 뉴클레오타이드 포스포다이에스터레이스를 말하며, 임상적으로 중요한 의미를 가지고 있다. 그러나 고리형 뉴클레오타이드 포스포다이에스터레이스 외에도 인지질가수분해효소 C, 인지질가수분해효소 D, 오토택신, 스핑고미엘린 포스포다이에스터레이스, DNase, RNase 및 제한 엔도뉴클레이스(모두 DNA 또는 RNA의 포스포다이에스터 골격을 파괴함)를 비롯한 많은 다른 포스포다이에스터레이스의 부류들과 특성이 잘 알려지지 않은 저분자 포스포다이에스터레이스들이 다수 존재한다.
고리형 뉴클레오타이드 포스포다이에스터레이스는 2차 전령 분자인 cAMP 및 cGMP에서 포스포다이에스터 결합을 분해하는 효소 부류들을 포함한다. 이들은 세포 내 도메인 내에서 고리형 뉴클레오타이드 신호 전달의 위치, 기간, 진폭을 조절한다. 따라서 포스포다이에스터레이스는 이러한 2차 전령 분자에 의해 매개되는 신호전달의 중요한 조절인자이다.

## 역사
1970년대 초에 바이스와 그 동료들이 폴리아크릴아마이드 겔 전기영동을 사용하여 쥐의 뇌에서 포스포다이에스터레이스의 여러 형태(동질형 또는 아형)을 분리했으며, 이어서 뇌와 다른 조직에서 다양한 약물에 의해 선택적으로 저해되는 것을 보여주었다.
선택적 포스포다이에스터레이스 저해제가 치료제로 사용될 수 있는 가능성은 1970년대에 예측되었다. 이러한 예측은 이제 다양한 분야(예: 포스포다이에스터레이스 5 저해제로서 실데나필 및 포스포다이에스터레이스 4 저해제로서 롤리프람)에서 실현되었다.

## 명명법 및 분류
포스포다이에스터레이스(PDE) 명명법은 아라비아 숫자로 PDE 패밀리를 나타내고, 대문자는 해당 패밀리의 유전자를 나타내며, 두 번째이자 마지막 아라비아 숫자는 단일 유전자에서 파생된 스플라이싱 변이형(예: PDE1C3: 1은 패밀리, C는 유전자 3은 스플라이싱 변이형)을 나타낸다..
포스포다이에스터레이스의 슈퍼패밀리는 포유동물에서 11개의 패밀리(PDE1~PDE11)로 분류된다. 분류는 다음의 사항들을 기반으로 한다.
- 아미노산 서열
- 기질 특이성
- 조절 특성
- 약리학적 특성
- 조직 분포

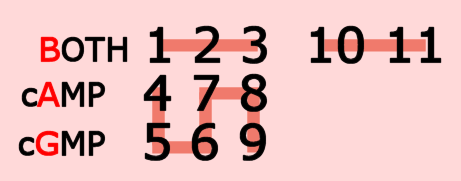
효소군에 따른 포스포다이에스터레이스에 대한 기질 특이성. "BOTH"는 cAMP와 cGMP를 둘 다 가수분해한다는 의미이다.

동일한 패밀리의 다른 포스포다이에스터레이스는 아미노산 서열에서 상당한 차이를 보일 수 있다는 사실에도 불구하고 기능적으로 관련되어 있다. 포스포다이에스터레이스 간에는 서로 다른 기질 특이성을 가지고 있다. 일부는 cAMP-선택적 가수분해효소(PDE4, PDE7, PDE8)이며, 다른 것들은 cGMP-선택적 가수분해효소(PDE5, PDE6, PDE9)이다. 나머지들은 cAMP-선택적 가수분해효소이면서 cGMP-선택적 가수분해효소(PDE1, PDE2, PDE3, PDE10, PDE11)이다. PDE3은 때때로 cGMP-억제 포스포다이에스터레이스로 불린다. PDE2가 두 가지 형태의 고리형 뉴클레오타이드를 가수분해할 수 있지만 조절 GAF-B 도메인에 대한 cGMP의 결합은 cAMP의 친화도를 증가시키고 cGMP를 손상시키는 가수분해를 증가시킬 것이다. 이 메커니즘과 다른 메커니즘은 cAMP 및 cGMP 경로의 교차 조절을 허용한다. PDE12는 5'-트라이포스포릴화 올리고아데닐산의 아데노신을 연결하는 결합인 2',5'-포스포다이에스터 결합을 절단한다. PDE12는 PDE1에서 PDE11까지를 아우르는 고리형 뉴클레오타이드 포스포다이에스터레이스 슈퍼패밀리의 구성원이 아니다.

## 임상적 중요성
포스포다이에스터레이스는 정상 림프구 및 백혈병 림프구를 비롯한 다양한 유형의 세포에서 다른 것으로 나타났으며, 독특한 조직 분포, 구조적 특성 및 기능적 특성으로 인해 보통 약리학적 저해를 위한 표적이 된다.
포스포다이에스터레이스 저해제는 포스포다이에스터레이스에 의한 분해를 저해함으로써 cAMP 또는 cGMP에 의해 매개되는 생리 과정에 대한 효과를 지속하거나 향상시킬 수 있다.
실데나필(비아그라)은 해면체에서 cGMP의 혈관 확장 효과를 향상시키는 cGMP-특이적 포스포다이에스터레이스 5형의 저해제이며 발기 부전 치료에 사용된다. 실데나필은 또한 현재 근육 및 심장 보호에 효과가 있는지에 대해 조사 중이며, 특히 뒤센 근이영양증 및 전립선 비대증 치료에 대한 화합물의 치료적 가치에 관심이 있다.
카페인의 주요 대사 산물인 파라잔틴은 cGMP를 선호하는 포스포다이에스터레이스인 PDE9를 저해하는 또 다른 cGMP-특이적 포스포다이에스터레이스 저해제이다. PDE9는 해면체에서 PDE5만큼 높게 발현된다.

### 포스포다이에스터레이스의 약리학적 효과
포스포다이에스터레이스 저해제는 폐동맥 고혈압, 관상동맥 심장 질환, 치매, 우울증, 천식, 만성 폐쇄성 폐질환, 원생동물 감염(말라리아 포함) 및 정신분열증과 같은 분야에서 새로운 잠재적 치료제로 확인되었다.
포스포다이에스터레이스는 발작 발생에 중요하다. 예를 들어 포스포다이에스터레이스는 아데노신의 항간질 활성을 감소시킨다. 또한 펜틸렌테트라졸 유도 발작에서 포스포다이에스터레이스 저해제(펜톡시필린)을 사용하면 발작 발생까지의 잠복기를 증가시키고 생체 내 발작 지속 시간을 감소시켜 항간질 효과를 나타낸다.
실로스타졸(플레탈)은 포스포다이에스터레이스 3(PDE3)를 저해한다. 이러한 저해는 적혈구가 더 잘 구부러질 수 있도록 한다. 이것은 세포가 수축된 정맥과 동맥을 보다 더 쉽게 이동할 수 있도록 하기 때문에 간헐성파행증과 같은 조건에서 유용하다.
다이피리다몰은 포스포다이에스터레이스 3와 포스포다이에스터레이스 5를 저해한다. 이것은 cAMP 또는 cGMP의 혈소판 내 축적으로 이어져 혈소판의 응집을 저해한다.
자프리나스트는 35 μM의 ED50 값으로 시험관 내 무성 혈액기 말라리아 기생충(Plasmodium falciparum)의 생장을 억제하고, 3.8 μM의 IC50 값으로 말라리아 기생충 cGMP-특이적 포스포다이에스터레이스인 PfPDE1을 저해한다.
카페인과 테오브로민과 같은 잔틴은 cAMP-포스포다이에스터레이스 저해제이다. 그러나 포스포다이에스터레이스에 대한 잔틴의 저해 효과는 사람들이 일반적으로 섭취하는 것보다 더 높은 용량에서만 나타난다.
실데나필, 타달라필 및 바데나필은 포스포다이에스터레이스 5 저해제이며 발기 부전 치료에 널리 사용된다.

## 같이 보기
- 가수분해효소
- 에스터레이스
- 포스포다이에스터 결합